# Jimbolia
Jimbolia là một thị xã thuộc hạt Timiș, România. Dân số thời điểm năm 2002 là 11113 người.